# Akinori Matsuo
Akinori Matsuo (松尾昭典, Matsuo Akinori) est un réalisateur et un scénariste de film japonais né le 5 novembre 1928 et mort le 12 juillet 2010 à Setagaya.
Il a parfois utilisé le nom de Mai Chi-ho.

## Biographie
Akinori Matsuo fait ses études à l'université de Kyoto.
Il meurt à l'âge de 81 ans le 12 juillet 2010 à son domicile de Setagaya à Tokyo des suites d'une pneumonie. Il a réalisé 58 films et écrit 13 scénarios entre 1958 et 2003.

## Filmographie partielle
- 1958 : Miren no hatoba (未練の波止場?)
- 1959 : Abashiri bangaichi (網走番外地?)
- 1959 : Ore wa chōsen suru (俺は挑戦する?)
- 1959 : Wakai hyō no mure (若い豹のむれ?)
- 1959 : Yuganda tsuki (ゆがんだ月?)
- 1959 : Shimizu no abarenbō (清水の暴れん坊?)[3]

Sayuri Yoshinaga et Mitsuo Hamada dans Kaze to ki to sora to（1964).

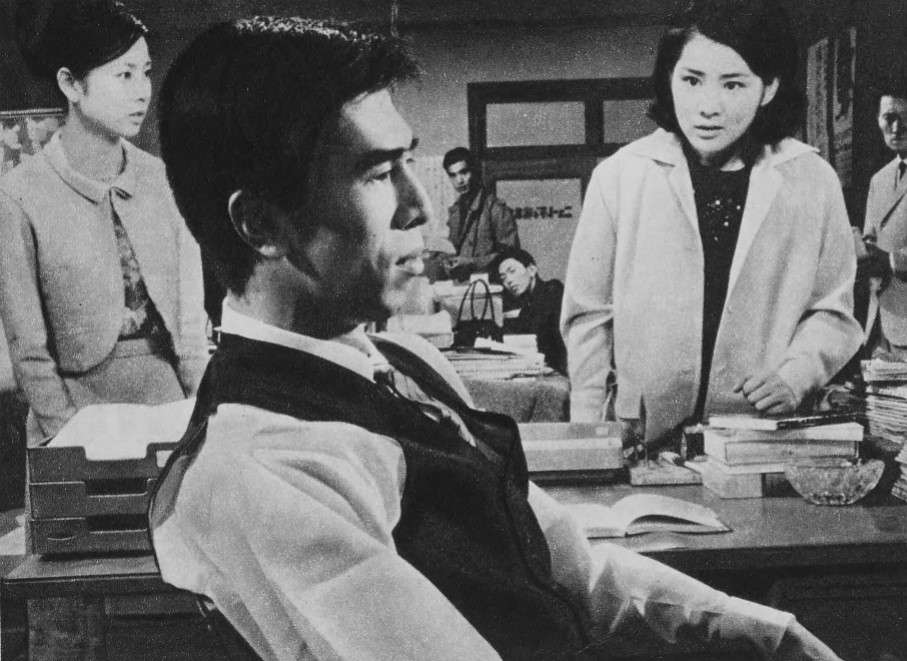
Sayuri Yoshinaga (à droite) dans Watashi, chigatteiru kashira (1966).

- 1959 : Otoko ga inochi o kakeru toki (男が命を賭ける時?)
- 1960 : Datō (打倒?)
- 1960 : Yakuza sensei (やくざ先生?)[4]
- 1960 : Otoko no ikari o buchimakero (男の怒りをぶちまけろ?)
- 1961 : Machi kara machi e tsumujikaze (街から街へつむじ風?)
- 1961 : Taiheiyō no katsugi ya (太平洋のかつぎ屋?)
- 1961 : Rokudenashi yarō (ろくでなし野郎?)
- 1961 : Shichinin no chōsensha (七人の挑戦者?)
- 1961 : Nosappu no jū (ノサップの銃?)
- 1961 : Zurari oretacha yōjinbō (ずらり俺たちゃ用心棒?)
- 1962 : Tenshi to yarō domo (天使と野郎ども?)
- 1962 : Yume ga ippai abarenbō (夢がいっぱい暴れん坊?)
- 1962 : Wakamono ni yume ari (若者に夢あり?)
- 1962 : Kiri no yoru no otoko (霧の夜の男?)
- 1962 : Kinmontō ni kakeru hashi (金門島にかける橋?)
- 1962 : Utau abarenbō (歌う暴れん坊?)
- 1963 : L'Emblème de l'homme (男の紋章, Otoko no monshō?)[5]
- 1963 : Zoku otoko no monshō (続男の紋章?)
- 1963 : Otoko no monshō: Fūun futatsu ryū (男の紋章 風雲双つ竜?)
- 1964 : Yūhi no oka (夕陽の丘?)
- 1964 : Kaze to ki to sora to (風と樹と空と?)
- 1964 : Les Objets détruits (敗れざるもの, Yaburezarumono?)
- 1965 : Shinku na umi ga yonderu ze (真紅な海が呼んでるぜ?)
- 1965 : Nakaseru ze (泣かせるぜ?)
- 1966 : Otoko no monshō: Ryūko mujō (男の紋章 竜虎無情?)
- 1966 : Yogiri no bojō (夜霧の慕情?)[6]
- 1966 : Watashi, chigatteiru kashira (私、違っているかしら?)
- 1966 : Asia-Pol (アジア秘密警察, Ajia himitsu keisatsu?)
- 1967 : Inochi shirazu no aitsu (命しらずのあいつ?)
- 1967 : Hangyaku (反逆?)
- 1968 : La Voie des yakuza (遊侠三国史 鉄火の花道, Yūkyō Mikuni-shi: Tekka no hanamichi?)[7]
- 1968 : Arashi no hatashijō (嵐の果し状?)
- 1968 : Sanbiki no akutō (三匹の悪党?)
- 1968 : Wasureru monoka (忘れるものか?)[8]
- 1969 : Daimon: Otoko de shinitai (代紋 男で死にたい?)
- 1969 : Daimon: Jigoku no sakazuki (代紋 地獄の盃?)
- 1969 : Kenka bakuto: Jigoku no hanamichi (喧嘩博徒 地獄の花道?)
- 1970 : Nippon saidai no kaoyaku (日本最大の顔役?)[9]
- 1977 : Jingi to kōsō (仁義と抗争?)
- 1978 : Okinawa jū-nen sensō (沖縄１０年戦争?)
- 1979 : Omitsu dōshin : Ōedo sōsamō (隠密同心 大江戸捜査網?)
- 2003 : Tegami (手紙?)